# Boutonia cuspidata
Boutonia es un género monotípico de plantas con flores perteneciente a la familia Acanthaceae. Su única especie: Boutonia cuspidata DC., es originaria de Madagascar.

## Taxonomía
Boutonia cuspidata fue descrita por Augustin Pyrame de Candolle y publicado en Bibliotheque Universelle de Geneve 17: 134. 1838.
Sinonimia
- Periblema
- Periblema cuspidata (DC.) DC.
- Clerodendrum brunsvigioides Baker[3]